# Лептиров облак
Лептиров облак је југословенски филм из 1977. године. Режирао га је Здравко Рандић, а сценарио је написао Гордан Михић.

## Радња
Филм говори о крају детињства једног шеснаестогодишњака коме се све у животу променило од када се први пут заљубио. Како то обично бива, уз прву љубав иду и први неспоразуми и љубавни проблеми.

## Улоге
| Глумац            | Улога               |
| ----------------- | ------------------- |
| Зоран Цвијановић  | Крцко               |
| Павле Вуисић      | Крцков отац         |
| Ружица Сокић      | Јела                |
| Јелисавета Сабљић | Крцкова мајка       |
| Соња Савић        | Лила                |
| Драгомир Фелба    | шеф самопослуге     |
| Душан Тадић       | Галић               |
| Светислав Гонцић  | Крцков друг         |
| Ана Красојевић    | Лилина мајка        |
| Петар Лупа        | купац у самопослузи |
| Боро Стјепановић  | комшија             |
| Емилија Церовић   |                     |
| Иван Јонаш        |                     |
| Дејан Мироња      |                     |
| Драган Спасојевић |                     |
| Нада Млађеновић   |                     |
| Мирослава Николић |                     |
| Мира Пеић         | комшиница која шије |